# Orahov Do
Orahov Do är en ort i Bosnien och Hercegovina.   Den ligger i entiteten Federationen Bosnien och Hercegovina, i den södra delen av landet, 120 km söder om huvudstaden Sarajevo. Orahov Do ligger 362 meter över havet och antalet invånare är 151.
Terrängen runt Orahov Do är kuperad. Runt Orahov Do är det tätbefolkat, med 286 invånare per kvadratkilometer.. Närmaste större samhälle är Ljubinje, 18,9 km nordost om Orahov Do. 
Trakten runt Orahov Do består i huvudsak av gräsmarker.